# Alfeld (Leine)
Alfeld (Leine) è una città di 18 550 abitanti, situata nella Bassa Sassonia, in Germania.
Gia capoluogo dell'omonimo distretto, dal 1977 appartiene al circondario (Landkreis) di Hildesheim (targa HI).
Alfeld si fregia del titolo di "Comune indipendente" (Selbständige Gemeinde).
Il territorio comunale, oltre al capoluogo, comprende le frazioni di: Brunkensen, Dehnsen, Eimsen, Föhrste, Gerzen, Godenau, Hörsum, Imsen, Langenholzen, Limmer, Lütgenholzen, Röllinghausen, Sack, Warzen, Wettensen e Wispenstein.

## Monumenti e luoghi di interesse
Nella zona industriale della città si trovano le Officine Fagus progettate da Walter Gropius e Adolf Meyer, e riconosciute Patrimonio dell'umanità nel 2011.